# 聖戈特哈德 (匈牙利)
聖戈特哈德（發音：[ˈsɛndɡothaːrd]）是匈牙利沃什州的城鎮，位於該國西部拉布河畔，毗鄰與奧地利接壤的邊境，面積67.73平方公里，2004年人口9,136，其中約八成居民信奉天主教。

## 友好城市
- 法國 代勒

## 外部連結

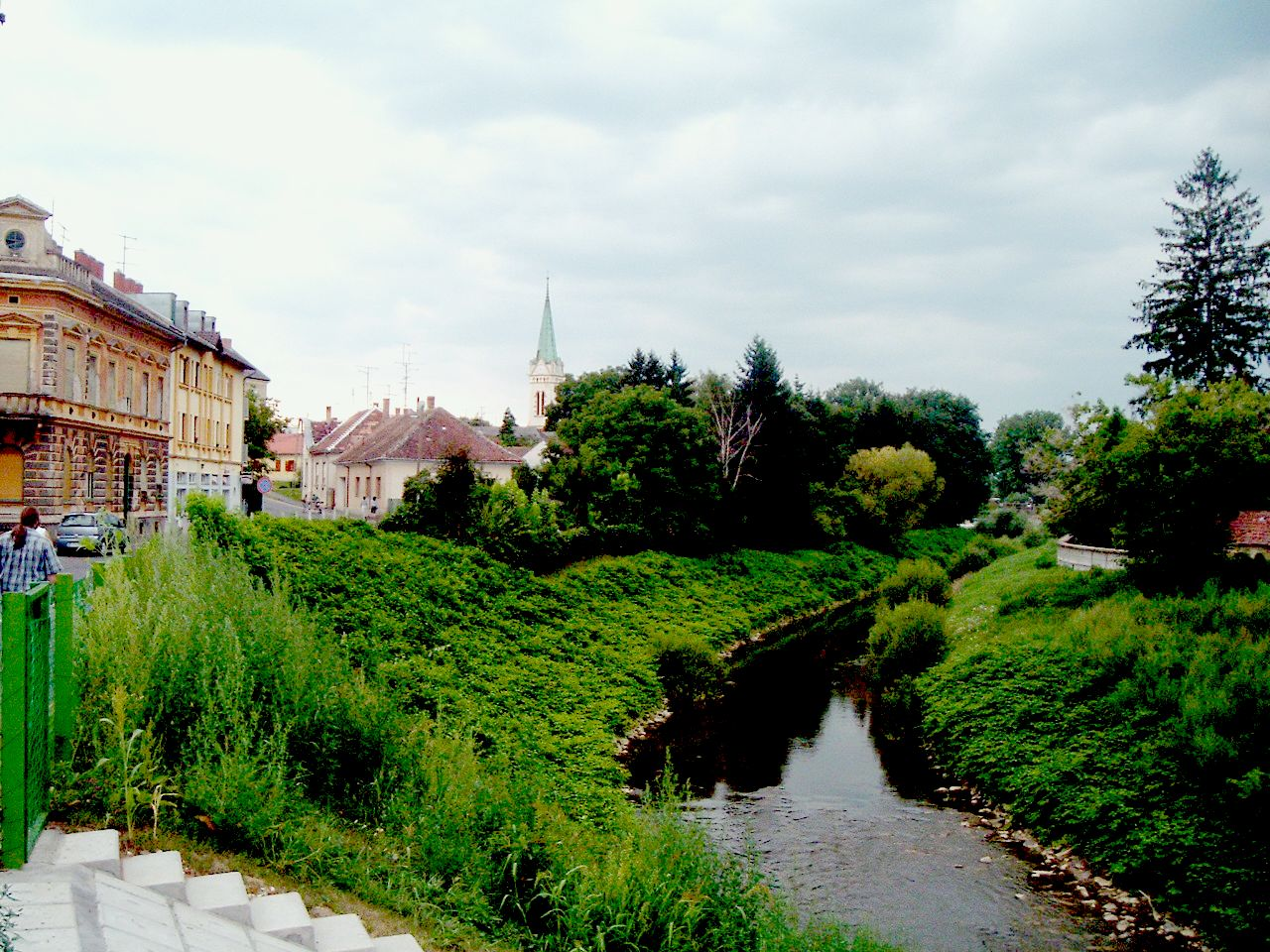

- Page of Opel Hungary (Szentgotthárd plant)